# Timbres de France 1926
Cet article recense les timbres-poste de France émis en 1926 par l'administration des Postes.

## Généralités
Les émissions portent la mention « République française » et une valeur faciale libellée en francs et centimes. Ils sont en usage en France métropolitaine et en Corse.
Cette année se caractérise par deux vagues de changement de tarifs.

### Tarifs en début d'année
- 10 centimes : imprimés de 1er échelon.
- 15 centimes : cartes postales 5 mots.
- 20 centimes : imprimés de 1er échelon pour l'étranger.

### Tarifs au1erfévrier pour l'étranger
- 25 centimes : imprimés de 1er échelon.

### Tarifs au1eraoût pour l'étranger
- 30 centimes : imprimés de 1er échelon.

### Tarifs au 9 août pour l'intérieur
- 10 centimes : valeur d'appoint
- 15 centimes : imprimés de 1er échelon.
- 25 centimes : cartes postales 5 mots.
- 40 centimes : lettres de premier échelon.

## Légende
Pour chaque timbre, le texte rapporte les informations suivantes :
- date d'émission, valeur faciale et description,
- formes de vente,
- artistes concepteurs et genèse du projet,
- manifestation premier jour,
- date de retrait, tirage et chiffres de vente,

ainsi que les informations utiles pour une émission donnée.

## Août

### Semeuse 55c/60 violet préoblitéré

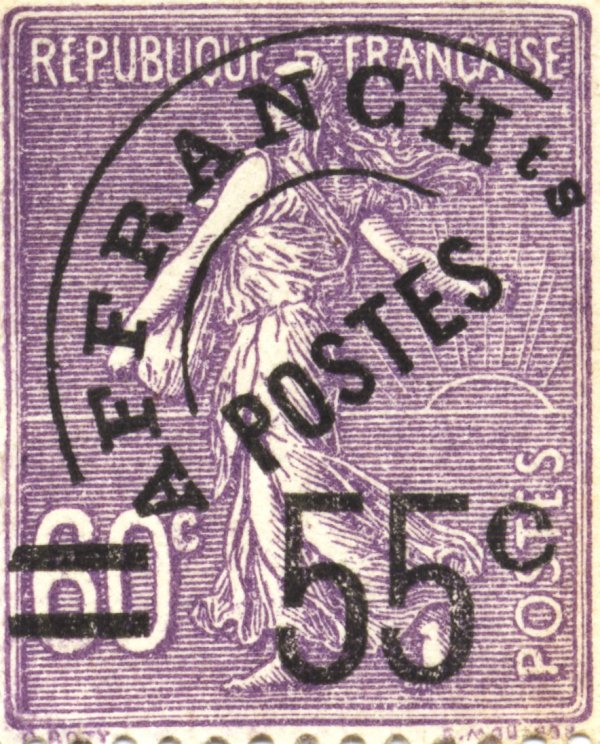

Ce timbre a été émis spécialement  pour l'expédition du catalogue des magasins «Le Louvre» dont le poids était compris entre 200 et 300 g.

Le jour de la livraison du timbre, le 9 août 1926, le tarif change et passe de 55 à 65 centimes, il fallut compléter l'affranchissement avec un timbre préoblitéré à 10c.

### Sources
- Catalogue de cotations de timbres de France, éd. Dallay, 2005-2006.
- Collectif, "Catalogue spécialisé des timbres de France", Tome 2 (1849-1900), éditions Yvert et Tellier, Amiens, 1982.